# Classe ATC V01
La classe ATC V01, dénommée « Allergènes », est un sous-groupe thérapeutique de la classification anatomique, thérapeutique et chimique, développée par l'OMS pour classer les médicaments et autres produits médicaux. La classe ATC vétérinaire correspondante dans la classification ATCvet est QV01. Le sous-groupe présenté ici est celui établi par l'OMS, et peut donc différer des versions dérivées utilisées dans certains pays. Il fait partie du groupe anatomique V de la classification, intitulé « Divers ».

## V01A Allergènes

### V01AA Extraits d'allergènes
V01AA01 Plume
V01AA02 Pollen de graminées
V01AA03 Acariens de poussière de maison
V01AA04 Moisissures de champignons et levures
V01AA05 Pollen d'arbre
V01AA07 Insectes
V01AA08 Aliments
V01AA09 Textiles
V01AA10 Fleurs
V01AA11 Animaux
V01AA20 Divers